# Maria Aurelia Tasso
Maria Aurelia Tasso ou Tassis (falecida em 1750) foi uma freira beneditina do mosteiro de Santa Grata em Bérgamo. Ela provavelmente deriva da mesma família bergamesa que Torquato Tasso. Ela escreveu uma hagiografia sobre Santa Grata de Bérgamo, supostamente uma santa do século IV. Nesse texto, ela comenta a irmã de Bernardo Tasso, Dona Affra, que também pertencia ao mesmo mosteiro.